# Oratorio della Compagnia del Crocifisso
L'oratorio della Compagnia del Crocifisso è un edificio sacro che si trova in via Ambrogio Traversari a Sansepolcro, ma vi si accede anche dalla chiesa di San Rocco.

## Storia e Descrizione
L'entrata da via Traversari ha un portale cinquecentesco a timpano spezzato che immette in un vestibolo e poi nell'oratorio vero e proprio.
L'oratorio consiste in una grande sala voltata decorata con affreschi raffiguranti nelle dodici lunette Scene della vita e della Passione di Cristo, nelle vele Putti alati e nel centro del soffitto un'Ascensione di Cristo con lo stemma della famiglia Rigi, probabile finanziatrice dell'opera, nonostante la committente ufficiale sia Compagnia del Crocifisso. La decorazione fu eseguita da Alessandro, Cherubino e Giovanni Alberti (formatisi a Roma nella cerchia degli Zuccari) e risulta compiuta nel 1588.  
Sull'altare, con bel paliotto in legno, era collocata la Resurrezione di Raffaellino del Colle, replica di una tavola del Duomo (1530-40), ora nella soprastante Chiesa di san Rocco. 
Due porte in legno cinquecentesche con due formelle intagliate rappresentanti il Peccato originale e la Cacciata dall'Eden, di Alberto Alberti permettono l'accesso alla Cappella del Santo Sepolcro dove è una riproduzione in pietra arenaria del Santo Sepolcro di Gerusalemme, del 1596, a sua volta ripreso da quello di Leon Battista Alberti nella chiesa di San Pancrazio a Firenze.